# Rapakkojärvi (Gällivare socken, Lappland, 745933-173006)
Rapakkojärvi är en sjö i Gällivare kommun i Lappland och ingår i Kalixälvens huvudavrinningsområde.